# Álex Mula
Alejandro Miguel Mula Sánchez, detto Álex (Barcellona, 23 luglio 1996), è un calciatore spagnolo, attaccante del Ponferradina.

## Caratteristiche tecniche
È un esterno destro.

## Carriera

### Club
Cresciuto nelle giovanili del Malaga, ha esordito il 26 agosto 2017 in un match perso 1-0 contro il Girona.

## Statistiche

### Presenze e reti nei club
Statistiche aggiornate al 7 luglio 2017.
| Stagione        | Squadra         | Campionato      | Campionato | Campionato | Coppe nazionali | Coppe nazionali | Coppe nazionali | Coppe continentali | Coppe continentali | Coppe continentali | Altre coppe | Altre coppe | Altre coppe | Totale | Totale | Totale |
| Stagione        | Squadra         | Comp            | Pres       | Reti       | Comp            | Pres            | Reti            | Comp               | Pres               | Reti               | Comp        | Pres        | Reti        | Pres   | Reti   |        |
| --------------- | --------------- | --------------- | ---------- | ---------- | --------------- | --------------- | --------------- | ------------------ | ------------------ | ------------------ | ----------- | ----------- | ----------- | ------ | ------ | ------ |
| 2017-gen. 2018  | Malaga          | PD              | 11         | 0          | CR              | 2               | 0               |                    | -                  | -                  |             | -           | -           | 13     | 0      |        |
| Totale carriera | Totale carriera | Totale carriera | 11         | 0          |                 | 2               | 0               |                    | -                  | -                  |             | -           | -           | 13     | 0      |        |